# ماري آن موبلي
ماري آن موبلي (17 فبراير 1937 - 9 ديسمبر 2014) ممثلة أمريكية وشخصية تلفزيونية وحاملة لقب مسابقة ملكة جمال أمريكا 1959.

## الروابط الخارجية
- ماري آن موبلي على موقع IMDb (الإنجليزية)
- ماري آن موبلي على موقع ألو سيني (الفرنسية)
- ماري آن موبلي على موقع ميوزك برينز (الإنجليزية)
- ماري آن موبلي على موقع أول موفي (الإنجليزية)
- ماري آن موبلي على موقع قاعدة بيانات برودواي على الإنترنت (الإنجليزية)
- ماري آن موبلي على موقع قاعدة بيانات الأفلام السويدية (السويدية)
- ماري آن موبلي على موقع إن إن دي بي (الإنجليزية)
- ماري آن موبلي على موقع ديسكوغز (الإنجليزية)
- ماري آن موبلي على موقع قاعدة بيانات الفيلم (الإنجليزية)
- ماري آن موبلي على موقع كينوبويسك (الروسية)

| الجوائز و الإنجازات    | الجوائز و الإنجازات     | الجوائز و الإنجازات |
| ---------------------- | ----------------------- | ------------------- |
| سبقه مارلين فان ديربور | ملكة جمال امريكا 1959   | تبعه ليندا لي ميد   |
| سبقه ماري ألين         | ملكة جمال ميسيسيبي 1958 | تبعه مارجي ويلسون   |